# Karel van Saksen-Coburg
Karel Theodoor Hendrik Anton Meinrad (Brussel, 10 oktober 1903 - Oostende, 1 juni 1983), kortweg prins Karel, was de tweede zoon van koning Albert I der Belgen. Hij kreeg de titel van prins van België en graaf van Vlaanderen. Op 20 september 1944 werd Karel regent van België omdat zijn broer koning Leopold III gedeporteerd werd naar Duitsland. Aanvankelijk zou de prins-regent opstappen wanneer de koning werd bevrijd, maar hij bleef nog vijf jaar in functie, want een terugkeer van de koning naar België bleek niet evident te zijn.
Karel speelde de rol van staatshoofd goed en wordt weleens beschouwd als de redder van de monarchie. Hij was een uitstekend diplomaat en had zeer goede contacten met de andere geallieerde leiders. De prins was waarnemend staatshoofd op cruciale momenten in de Belgische geschiedenis. Karel kon het wel niet zo goed vinden met de rest van zijn familie en dat werd met het regentschap alleen maar erger. Ze vonden dat hij verraad pleegde en zijn broer dacht zelfs dat Karel zelf koning wou worden. Na het regentschap liet Karel zich nooit meer zien in de aanwezigheid van de koninklijke familie.

## Jeugd en opleiding

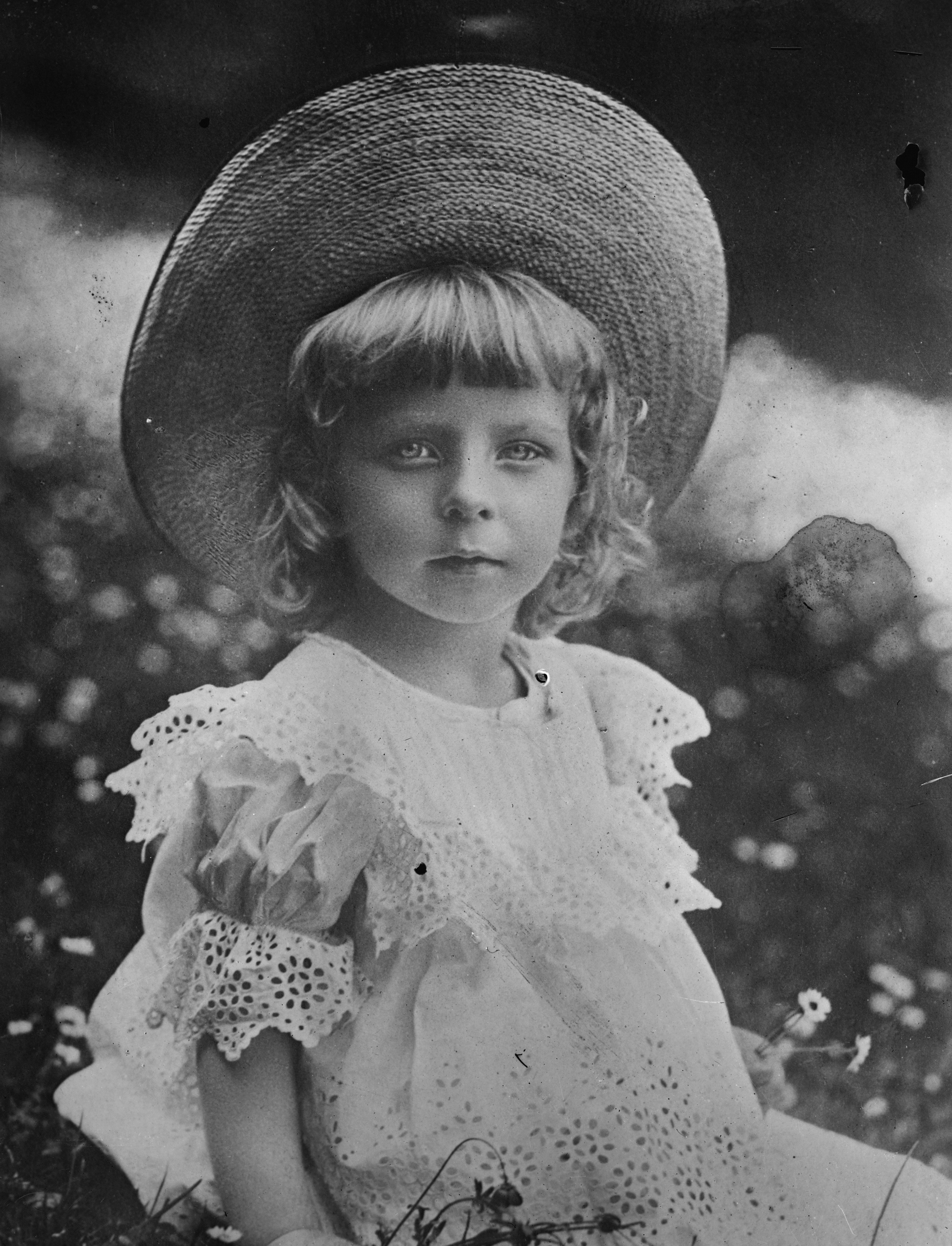
Prins Karel van België op een nog jonge leeftijd.

Prins Karel Theodoor Hendrik Anton Meinrad werd, op 10 oktober 1903, geboren als tweede zoon van koning Albert I en koningin Elisabeth. Hij werd vernoemd naar zijn grootvader van moederszijde, hertog Karel Theodoor in Beieren. Hij had een oudere broer, de latere koning Leopold III, en een zus, de latere koningin van Italië Marie José. In 1910 kreeg hij de titel Graaf van Vlaanderen. Hierdoor was hij de derde Belgische graaf van Vlaanderen, maar ook de laatste. Na zijn dood in 1983 werd de titel niet meer toegekend en op 16 oktober 2001 werd de titel afgeschaft bij koninklijk besluit.
De prins heeft nooit echt een warm gezinsleven gekend. De grote boosdoener van dienst was de afwezigheid van zijn ouders in combinatie met het strenge hofprotocol. Zijn opvoeding kwam bijgevolg in de handen te liggen van externe personen zoals gouvernantes en leerkrachten. Hij kreeg ook minder aandacht omdat de prins niet voorbestemd was voor de troon. Dit was het gevolg van een opvoedingsmodel dat eigen was binnen hoogadellijke families in het Europa van de belle époque.

### Militaire opleiding
Zijn eerste schoolopleiding kreeg de prins in Brussel. Daarna zet hij zijn lagere studies in Groot-Brittannië verder, alvorens aan het Royal Naval College van Osborne verder te studeren, op het eiland Wight in 1915. In 1918 werd de prins toegelaten tot het Royal Naval College van Dartmouth, een cadettenschool voor toekomstige officieren van de Royal Navy. Ter afsluiting van zijn marineopleiding in Dartmouth liep Karel stages aan boord van diverse Britse oorlogsschepen. In 1925 zet hij zijn marineopleiding voort aan het Royal Navy College van Portsmouth en voltooide ze aan het Royal Naval War College van Greenwich, dat hij in april 1926 verliet met de graad van ereluitenant-ter-zee eerste klasse.
In 1926 volgde prins Karel les aan de Koninklijke Militaire School en werd hij ingedeeld bij het Eerste Regiment Gidsen waar hij benoemd werd tot onderluitenant. Hij verrichtte geregeld dienst in dit regiment en nam deel aan oefenkampen. Op 19 september 1939 werd prins Karel kolonel in het Belgische leger. Tijdens de mobilisatieperiode en daarna tijdens de Achttiendaagse Veldtocht werd hij ingedeeld bij de Generale Staf van het Cavaleriekorps. Gedurende de Tweede Wereldoorlog leefde hij teruggetrokken in Brussel, meest waarschijnlijk in een van de vleugels van het Kasteel van Laken. Over het leven van de prins in de oorlogsperiode bestaat zeer weinig informatie.

### Affaires
In de jaren dertig wilde hij trouwen met het burgermeisje Jacqueline Wehrli, een Brusselse bakkersdochter, maar naar verluidt zou het huwelijk door het Belgische hof afgekeurd zijn. Uit hun relatie werd volgens Michel Capon in 1938 een dochter geboren, Isabelle Wybo, die de achternaam van haar stiefvader ontving. Zijn broer, ondertussen koning Leopold III, vond het niet gepast dat een prins zou trouwen met een burgermeisje. Karel legde zich neer bij de beslissing van zijn broer maar vergaf het hem nooit, zeker omdat Leopold III later zelf met een burgermeisje, Lilian Baels, trouwde.
Hoewel Karel nooit officieel de vader van zijn natuurlijke dochter was, kreeg hij wel de voogdij over haar na de dood van Jacqueline in 1947. Na haar bleef de prins niet stilzitten en knoopte hij na 1950 nog enkele andere relaties aan op zijn domein in Raversijde waarvoor zelfs een speciale caravan werd geplaatst. Zijn voorkeur ging uit naar vrouwen die hun intelligentie en kunstzin belangrijker achtten dan hun voorkomen.
Het bestaan van Isabelle Wybo was grotendeels onbekend tot er in 2003 een biografie van de prins werd gepubliceerd. In 2012 maakte ze een officieel optreden met haar neef prins Laurent.

## Regentschap

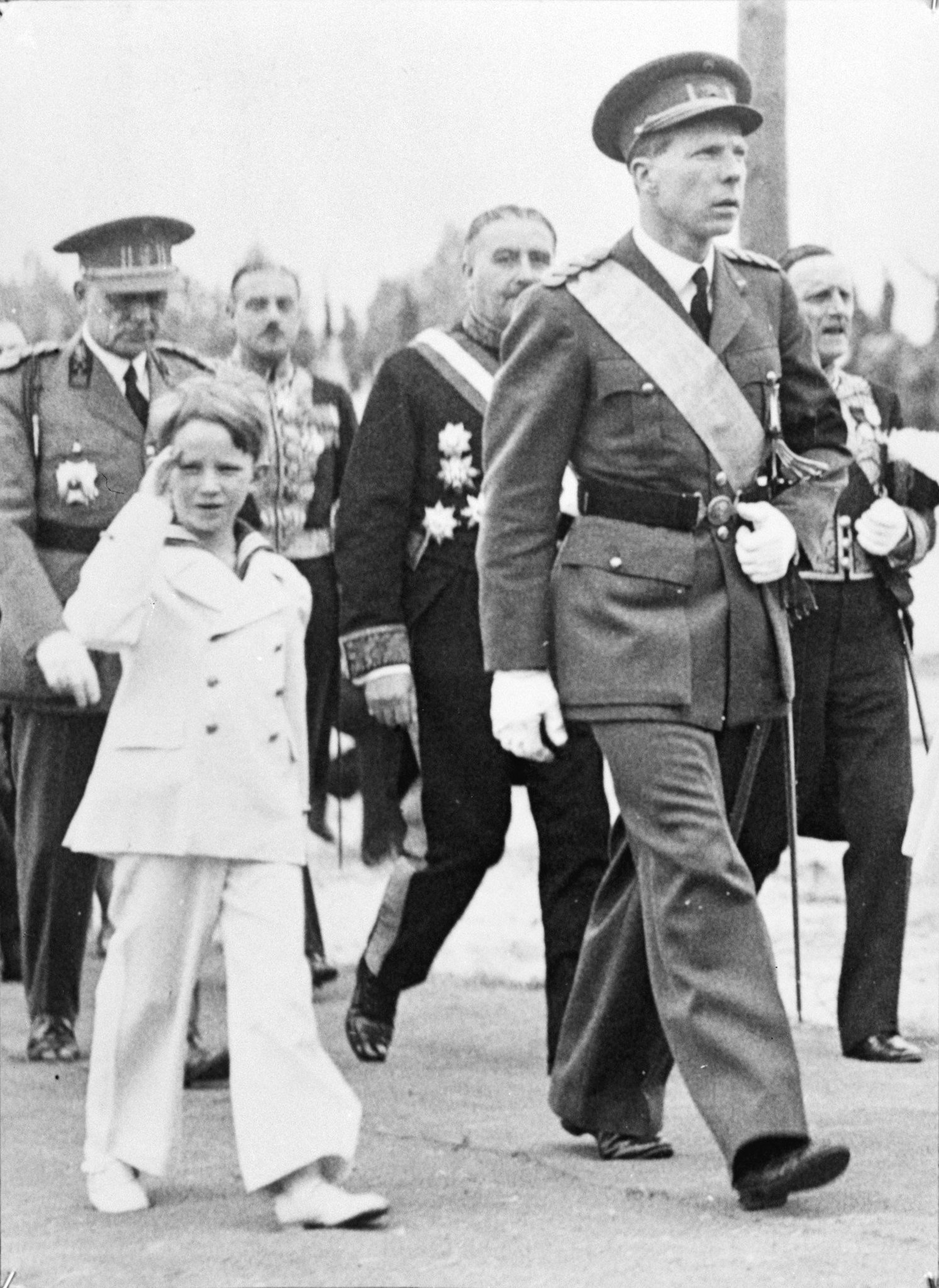
Prins Karel samen met zijn neef Boudewijn.

Toen Leopold III naar Duitsland werd weggevoerd, zocht men een regent voor het Koninkrijk. Dat het prins Karel werd, was niet vanzelfsprekend. Het Belgische parlement was namelijk niet verplicht het regentschap toe te vertrouwen aan iemand van de koninklijke familie. De enige andere verwant van de koning die in België verbleef, was zijn moeder, koningin Elisabeth, maar niemand dacht aan haar als regentes. 
Voor de meesten was prins Karel tot dan een onbekende en zelf was hij zeer schuchter. De prins was tijdens de deportatie van zijn broer ondergedoken in de Ardennen. Hij verbleef de rest van de bezetting onder een schuilnaam op verscheidene plaatsen. Na de terugkeer van de regering-Pierlot wilde ze Karel opzoeken voor het regentschap, maar hij was toen nog altijd onvindbaar. Pas na contacten met mensen uit zijn entourage, die wisten waar hij was, verscheen hij op 11 september 1944 in Brussel.

### Beleid
Op 20 september werd hij door de Verenigde Kamers verkozen tot regent van het koninkrijk. Op 21 september legde de prins-regent de grondwettelijke eed af. Na de Duitse capitulatie op 7 mei 1945 werden Leopold III en zijn gezin in het Oostenrijkse plaatsje Strobl door de Amerikanen bevrijd. Leopold hoopte meteen naar België terug te keren, maar dat ging niet zomaar voor de regering. De regering-Van Acker stelde daarvoor voorwaarden, maar die wees Leopold af. Daardoor werd zijn “onmogelijkheid tot regeren”, die aanvankelijk voor de duur zijn gevangenschap gold, op kunstmatige wijze verlengd. Karel bleef regent tot er een oplossing zou worden gevonden voor wat bekend raakte als de Koningskwestie.
Karel speelde de rol van staatshoofd goed en wordt weleens beschouwd als de redder van de monarchie. Hij was een uitstekend diplomaat en had zeer goede contacten met de Britse premier Winston Churchill en de andere geallieerde leiders. Door deze contacten was hij dé Belgische contactpersoon voor het Amerikaanse hulpplan voor Europa, het Marshallplan. Hij volgde trouw de beslissingen van zijn ministers, wat onder Leopold III niet altijd het geval was geweest. Overigens werd de regent met heel wat politieke crisissen geconfronteerd. In nog geen zes jaar moest hij liefst negen regeringen aanstellen. De prins was waarnemend staatshoofd op cruciale momenten in de geschiedenis: bij de oprichting van de Benelux in 1944, de VN in 1945, de NAVO in 1948 en de Raad van Europa in 1949. Hij ondertekende verschillende bestuurlijke wetten die nu nog gelden: die over de Raad van State, de Sociale Zekerheid en het Vrouwenkiesrecht (1948).
Tijdens zijn regentschap ontving hij de Franse generaal Charles de Gaulle bij een triomfantelijk bezoek aan Brussel, net als de Nederlandse koningin Wilhelmina. Zelf bracht hij succesvolle bezoeken aan Verenigd Koninkrijk en de Verenigde Staten. De aanhangers van Leopold waren daar niet zo gelukkig mee. Ze meenden dat Karel zich te veel als het echte staatshoofd gedroeg, terwijl hij enkel de plaatsvervanger van zijn broer zou zijn. Zo was er kritiek omdat hij een bezoek bracht aan Belgisch-Congo. De Congolezen zouden volgens hen niet begrijpen dat er een andere Belgische "chef" was dan de koning.

### Einde
De terugkeer van koning Leopold III leidde tot zware rellen. België kwam op de rand van een burgeroorlog en uiteindelijk moest Leopold dan toch aftreden. Op 21 juli 1950 maakte het Parlement een einde aan het regentschap. Tegenstanders van Leopold organiseerden een groot huldebetoon aan de prins-regent, waarbij duizenden mensen, voornamelijk socialisten, demonstreerden met portretten van Karel.
Karel liet zich nooit meer zien in de aanwezigheid van de koninklijke familie. De breuk was zodanig dat hij zelfs niet aanwezig was op de begrafenis van zijn eigen moeder in 1965. Met zijn broer kwam het ook nooit meer goed. In 1982 stuurde Leopold zijn broer een brief waarin hij hem verweet ernstige schade te hebben toegebracht, door je houding tegenover mij, aan het land, de dynastie, de familie... Zelf zei Karel dat hij als regent de brol (de monarchie) gered had, maar dat men hem daar niet voor heeft bedankt.

## Later leven

### Kunstschilder
Na het regentschap, trok hij zich terug uit het openbaar leven en ging op zijn domein in Raversijde, vlak bij Oostende, wonen. Daar legde hij zich de volgende jaren toe op het tekenen en schilderen van portretten en vergezichten onder de naam Karel van Vlaanderen. Over dat pseudoniem heerste in Franstalige kringen ongenoegen, omdat men er van oordeel was dat leden van het koningshuis ambtshalve ook een Franse naam dienden te hebben. Karel zelf heeft die vertaling echter steeds geweigerd, omdat hij zijn status van artiest strikt gescheiden wilde houden van zijn familiale aangelegenheden.
Prins Karel bewoog zich graag tussen het volk met bezoekjes aan de lokale kroegen in de omgeving van Raversijde. Hij had ook vele contacten met de buurtbewoners waar hij niet om verlegen was hen een poets te bakken. Toch voelde hij zich verheven boven de gewone mens, net zoals veel adellijken. Hoewel hij niet op protocol was gesteld, stond hij er wel op dat iedereen hem aansprak met 'monseigneur'.

### Overlijden en begrafenis
Op het einde van zijn leven raakte hij in geldnood omwille van malafide financiële raadgevers, waardoor hij verplicht was zijn landgoed te verkopen aan de Belgische Staat in december 1981. Twee jaar later overleed de prins op 1 juni 1983 in het Oostendse Heilig Hartziekenhuis aan de gevolgen van een acute leukemie. Op 7 juni 1983 werd hij met nationale eer in Brussel begraven en bijgezet in de Koninklijke Crypte te Laken. Zowel zijn broer Leopold als zijn schoonzus Lilian waren niet aanwezig op de uitvaart. In zijn testament liet hij de diamanten tiara van keizerin Josephine na aan zijn zus Marie José.

## Eerbetoon

### Eretekens
- België: Grootlint Leopoldsorde
- België: Ridder Grootkruis Orde van de Afrikaanse Ster
- Taiwan: Ridder Grootkruis Orde van de Wolk en het Vaandel
- Frankrijk: Grootkruis Legioen van Eer
- Griekenland: Grootkruis Orde van de Verlosser
- Verenigd Koninkrijk: Grootkruis Koninklijke Orde van Victoria
- Italië: Ridder Grootkruis Orde van de Aankondiging
- Luxemburg: Ridder Grootkruis Huisorde van de Gouden Leeuw van Nassau
- Malta: Ridder Grootkruis Orde van Malta
- Nederland: Ridder Grootkruis Orde van de Nederlandse Leeuw

- Noorwegen: Ridder grootkruis Orde van Sint-Olaf
- Roemenië: Ridder Grootkruis Orde van Carol I
- Spanje: Grootkruis Orde van Karel III
- Vaticaanstad: Ridder Grootkruis Orde van het Heilig Graf van Jeruzalem
- Verenigde Staten: Ridder Grootkruis in het Hoofdcommandant Legioen van Verdienste
- Zweden: Ridder Orde van de Serafijnen
- Portugal: Ridder Grootkruis Orde van Christus
- Portugal: Ridder Grootkruis Orde van de Toren en het Zwaard

### Memoriaal Prins Karel
Om de herinnering van de prins levendig te houden werd een museum voor hem opgericht. Het Memoriaal Prins Karel is gevestigd op de plaats waar hij vanaf 1950 tot aan zijn dood meestal verbleef, het provinciedomein Raversijde.

### In populaire cultuur
Prins Karel werd begin jaren 60 twee keer vermeld in een nummer van De Strangers. Beide nummers verwezen naar een toen actueel bericht waarin de prins opgelicht bleek door een van zijn voormalige adviseurs.
- Hij wordt kort vermeld in het lied "'t Vuilventje" (1961) waarin een zekere Gérard vier miljoen ontvangt van prins Karel "die er niks mee kon doen."[11]
- In een ander lied van de Strangers, Kinderliekes, komt het volgende stukje voor:

wille wij, wille wij veur de deugenieterij
Prinske Karel is gon troosten
na dattem ze geld vermoostte
zeg komde de maand nog deur
anders schiete kik aa wa veur
(vert.: Willen wij Prins Karel eens gaan troosten,
nadat hij zijn geld verspilde.
Kom je de maand nog door,
anders schiet ik je wat voor)
- Het deel "Prins Karel" van het lied Oud Vuil op de plaat "Goe zot" (1971), gebracht als satire op een BRT-nieuwsuitzending, luidt als volgt:

Prins Karel die kan voort weeral, hij trok een schone achterstal.
Nu smeert hij op zijn brood misschien, weer boter in plaats van margarine.
Maar met die aalmoes van baron Allard, daar loopt de prins toch weer niet ver.
Kom geef die mens toch rap zijn pensioen, dan zullen we hem naar een rusthuis doen.

## Voorouders
| Frans van Saksen-Coburg-Saalfeld (1750-1806) | Frans van Saksen-Coburg-Saalfeld (1750-1806) | Frans van Saksen-Coburg-Saalfeld (1750-1806)          | Frans van Saksen-Coburg-Saalfeld (1750-1806)          | Frans van Saksen-Coburg-Saalfeld (1750-1806)          | Frans van Saksen-Coburg-Saalfeld (1750-1806)          |                                                       |                                                       | Lodewijk Filips I van Frankrijk (1773-1850) | Lodewijk Filips I van Frankrijk (1773-1850) | Lodewijk Filips I van Frankrijk (1773-1850)  | Lodewijk Filips I van Frankrijk (1773-1850)  | Lodewijk Filips I van Frankrijk (1773-1850)  | Lodewijk Filips I van Frankrijk (1773-1850)  |                                              |                                              | Karel van Hohenzollern-Sigmaringen (1785-1853)       | Karel van Hohenzollern-Sigmaringen (1785-1853)       | Karel van Hohenzollern-Sigmaringen (1785-1853)       | Karel van Hohenzollern-Sigmaringen (1785-1853)       | Karel van Hohenzollern-Sigmaringen (1785-1853)       | Karel van Hohenzollern-Sigmaringen (1785-1853)       |                                                |                                                | Karel van Baden (1786-1818)    | Karel van Baden (1786-1818)    | Karel van Baden (1786-1818)          | Karel van Baden (1786-1818)          | Karel van Baden (1786-1818)          | Karel van Baden (1786-1818)          |                                      |                                      | Pius August in Beieren (1786-1837)       | Pius August in Beieren (1786-1837)       | Pius August in Beieren (1786-1837)       | Pius August in Beieren (1786-1837)       | Pius August in Beieren (1786-1837)       | Pius August in Beieren (1786-1837)       |                                            |                                            | Maximiliaan I Jozef van Beieren (1756-1825) | Maximiliaan I Jozef van Beieren (1756-1825) | Maximiliaan I Jozef van Beieren (1756-1825) | Maximiliaan I Jozef van Beieren (1756-1825) | Maximiliaan I Jozef van Beieren (1756-1825) | Maximiliaan I Jozef van Beieren (1756-1825) |                                |                                | Johan VI van Portugal (1767-1826)  | Johan VI van Portugal (1767-1826)  | Johan VI van Portugal (1767-1826)          | Johan VI van Portugal (1767-1826)          | Johan VI van Portugal (1767-1826)          | Johan VI van Portugal (1767-1826)          |                                            |                                            | Constantijn van Löwenstein-Wertheim-Rosenberg (1802-1838) | Constantijn van Löwenstein-Wertheim-Rosenberg (1802-1838) | Constantijn van Löwenstein-Wertheim-Rosenberg (1802-1838)  | Constantijn van Löwenstein-Wertheim-Rosenberg (1802-1838)  | Constantijn van Löwenstein-Wertheim-Rosenberg (1802-1838)  | Constantijn van Löwenstein-Wertheim-Rosenberg (1802-1838)  |                                                            |                                                            |  |  |  |  |  |  |  |  |  |  |  |  |  |  |  |  |  |  |  |  |  |  |  |  |  |  |  |  |  |  |  |  |  |  |  |  |  |  |  |  |  |  |  |  |  |  |
| Frans van Saksen-Coburg-Saalfeld (1750-1806) | Frans van Saksen-Coburg-Saalfeld (1750-1806) | Frans van Saksen-Coburg-Saalfeld (1750-1806)          | Frans van Saksen-Coburg-Saalfeld (1750-1806)          | Frans van Saksen-Coburg-Saalfeld (1750-1806)          | Frans van Saksen-Coburg-Saalfeld (1750-1806)          |                                                       |                                                       | Lodewijk Filips I van Frankrijk (1773-1850) | Lodewijk Filips I van Frankrijk (1773-1850) | Lodewijk Filips I van Frankrijk (1773-1850)  | Lodewijk Filips I van Frankrijk (1773-1850)  | Lodewijk Filips I van Frankrijk (1773-1850)  | Lodewijk Filips I van Frankrijk (1773-1850)  |                                              |                                              | Karel van Hohenzollern-Sigmaringen (1785-1853)       | Karel van Hohenzollern-Sigmaringen (1785-1853)       | Karel van Hohenzollern-Sigmaringen (1785-1853)       | Karel van Hohenzollern-Sigmaringen (1785-1853)       | Karel van Hohenzollern-Sigmaringen (1785-1853)       | Karel van Hohenzollern-Sigmaringen (1785-1853)       |                                                |                                                | Karel van Baden (1786-1818)    | Karel van Baden (1786-1818)    | Karel van Baden (1786-1818)          | Karel van Baden (1786-1818)          | Karel van Baden (1786-1818)          | Karel van Baden (1786-1818)          |                                      |                                      | Pius August in Beieren (1786-1837)       | Pius August in Beieren (1786-1837)       | Pius August in Beieren (1786-1837)       | Pius August in Beieren (1786-1837)       | Pius August in Beieren (1786-1837)       | Pius August in Beieren (1786-1837)       |                                            |                                            | Maximiliaan I Jozef van Beieren (1756-1825) | Maximiliaan I Jozef van Beieren (1756-1825) | Maximiliaan I Jozef van Beieren (1756-1825) | Maximiliaan I Jozef van Beieren (1756-1825) | Maximiliaan I Jozef van Beieren (1756-1825) | Maximiliaan I Jozef van Beieren (1756-1825) |                                |                                | Johan VI van Portugal (1767-1826)  | Johan VI van Portugal (1767-1826)  | Johan VI van Portugal (1767-1826)          | Johan VI van Portugal (1767-1826)          | Johan VI van Portugal (1767-1826)          | Johan VI van Portugal (1767-1826)          |                                            |                                            | Constantijn van Löwenstein-Wertheim-Rosenberg (1802-1838) | Constantijn van Löwenstein-Wertheim-Rosenberg (1802-1838) | Constantijn van Löwenstein-Wertheim-Rosenberg (1802-1838)  | Constantijn van Löwenstein-Wertheim-Rosenberg (1802-1838)  | Constantijn van Löwenstein-Wertheim-Rosenberg (1802-1838)  | Constantijn van Löwenstein-Wertheim-Rosenberg (1802-1838)  |                                                            |                                                            |  |  |  |  |  |  |  |  |  |  |  |  |  |  |  |  |  |  |  |  |  |  |  |  |  |  |  |  |  |  |  |  |  |  |  |  |  |  |  |  |  |  |  |  |  |  |
|                                              |                                              | Augusta van Reuss-Ebersdorf en Lobenstein (1757-1831) | Augusta van Reuss-Ebersdorf en Lobenstein (1757-1831) | Augusta van Reuss-Ebersdorf en Lobenstein (1757-1831) | Augusta van Reuss-Ebersdorf en Lobenstein (1757-1831) | Augusta van Reuss-Ebersdorf en Lobenstein (1757-1831) | Augusta van Reuss-Ebersdorf en Lobenstein (1757-1831) |                                             |                                             | Marie Amélie van Bourbon-Sicilië (1782-1866) | Marie Amélie van Bourbon-Sicilië (1782-1866) | Marie Amélie van Bourbon-Sicilië (1782-1866) | Marie Amélie van Bourbon-Sicilië (1782-1866) | Marie Amélie van Bourbon-Sicilië (1782-1866) | Marie Amélie van Bourbon-Sicilië (1782-1866) |                                                      |                                                      | Marie Antoinette Murat (1793-1847)                   | Marie Antoinette Murat (1793-1847)                   | Marie Antoinette Murat (1793-1847)                   | Marie Antoinette Murat (1793-1847)                   | Marie Antoinette Murat (1793-1847)             | Marie Antoinette Murat (1793-1847)             |                                |                                | Stéphanie de Beauharnais (1789-1860) | Stéphanie de Beauharnais (1789-1860) | Stéphanie de Beauharnais (1789-1860) | Stéphanie de Beauharnais (1789-1860) | Stéphanie de Beauharnais (1789-1860) | Stéphanie de Beauharnais (1789-1860) |                                          |                                          | Amalia Louise van Arenberg (1789-1823)   | Amalia Louise van Arenberg (1789-1823)   | Amalia Louise van Arenberg (1789-1823)   | Amalia Louise van Arenberg (1789-1823)   | Amalia Louise van Arenberg (1789-1823)     | Amalia Louise van Arenberg (1789-1823)     |                                             |                                             | Caroline van Baden (1776-1841)              | Caroline van Baden (1776-1841)              | Caroline van Baden (1776-1841)              | Caroline van Baden (1776-1841)              | Caroline van Baden (1776-1841) | Caroline van Baden (1776-1841) |                                    |                                    | Charlotte Joachime van Bourbon (1775-1830) | Charlotte Joachime van Bourbon (1775-1830) | Charlotte Joachime van Bourbon (1775-1830) | Charlotte Joachime van Bourbon (1775-1830) | Charlotte Joachime van Bourbon (1775-1830) | Charlotte Joachime van Bourbon (1775-1830) |                                                           |                                                           | Maria Agnes Henriette van Hohenlohe-Langenburg (1804-1835) | Maria Agnes Henriette van Hohenlohe-Langenburg (1804-1835) | Maria Agnes Henriette van Hohenlohe-Langenburg (1804-1835) | Maria Agnes Henriette van Hohenlohe-Langenburg (1804-1835) | Maria Agnes Henriette van Hohenlohe-Langenburg (1804-1835) | Maria Agnes Henriette van Hohenlohe-Langenburg (1804-1835) |  |  |  |  |  |  |  |  |  |  |  |  |  |  |  |  |  |  |  |  |  |  |  |  |  |  |  |  |  |  |  |  |  |  |  |  |  |  |  |  |  |  |  |  |  |  |
|                                              |                                              | Augusta van Reuss-Ebersdorf en Lobenstein (1757-1831) | Augusta van Reuss-Ebersdorf en Lobenstein (1757-1831) | Augusta van Reuss-Ebersdorf en Lobenstein (1757-1831) | Augusta van Reuss-Ebersdorf en Lobenstein (1757-1831) | Augusta van Reuss-Ebersdorf en Lobenstein (1757-1831) | Augusta van Reuss-Ebersdorf en Lobenstein (1757-1831) |                                             |                                             | Marie Amélie van Bourbon-Sicilië (1782-1866) | Marie Amélie van Bourbon-Sicilië (1782-1866) | Marie Amélie van Bourbon-Sicilië (1782-1866) | Marie Amélie van Bourbon-Sicilië (1782-1866) | Marie Amélie van Bourbon-Sicilië (1782-1866) | Marie Amélie van Bourbon-Sicilië (1782-1866) |                                                      |                                                      | Marie Antoinette Murat (1793-1847)                   | Marie Antoinette Murat (1793-1847)                   | Marie Antoinette Murat (1793-1847)                   | Marie Antoinette Murat (1793-1847)                   | Marie Antoinette Murat (1793-1847)             | Marie Antoinette Murat (1793-1847)             |                                |                                | Stéphanie de Beauharnais (1789-1860) | Stéphanie de Beauharnais (1789-1860) | Stéphanie de Beauharnais (1789-1860) | Stéphanie de Beauharnais (1789-1860) | Stéphanie de Beauharnais (1789-1860) | Stéphanie de Beauharnais (1789-1860) |                                          |                                          | Amalia Louise van Arenberg (1789-1823)   | Amalia Louise van Arenberg (1789-1823)   | Amalia Louise van Arenberg (1789-1823)   | Amalia Louise van Arenberg (1789-1823)   | Amalia Louise van Arenberg (1789-1823)     | Amalia Louise van Arenberg (1789-1823)     |                                             |                                             | Caroline van Baden (1776-1841)              | Caroline van Baden (1776-1841)              | Caroline van Baden (1776-1841)              | Caroline van Baden (1776-1841)              | Caroline van Baden (1776-1841) | Caroline van Baden (1776-1841) |                                    |                                    | Charlotte Joachime van Bourbon (1775-1830) | Charlotte Joachime van Bourbon (1775-1830) | Charlotte Joachime van Bourbon (1775-1830) | Charlotte Joachime van Bourbon (1775-1830) | Charlotte Joachime van Bourbon (1775-1830) | Charlotte Joachime van Bourbon (1775-1830) |                                                           |                                                           | Maria Agnes Henriette van Hohenlohe-Langenburg (1804-1835) | Maria Agnes Henriette van Hohenlohe-Langenburg (1804-1835) | Maria Agnes Henriette van Hohenlohe-Langenburg (1804-1835) | Maria Agnes Henriette van Hohenlohe-Langenburg (1804-1835) | Maria Agnes Henriette van Hohenlohe-Langenburg (1804-1835) | Maria Agnes Henriette van Hohenlohe-Langenburg (1804-1835) |  |  |  |  |  |  |  |  |  |  |  |  |  |  |  |  |  |  |  |  |  |  |  |  |  |  |  |  |  |  |  |  |  |  |  |  |  |  |  |  |  |  |  |  |  |  |
| Leopold I (1790-1865)                        | Leopold I (1790-1865)                        | Leopold I (1790-1865)                                 | Leopold I (1790-1865)                                 | Leopold I (1790-1865)                                 | Leopold I (1790-1865)                                 |                                                       |                                                       | Louise Marie van Orléans (1812-1850)        | Louise Marie van Orléans (1812-1850)        | Louise Marie van Orléans (1812-1850)         | Louise Marie van Orléans (1812-1850)         | Louise Marie van Orléans (1812-1850)         | Louise Marie van Orléans (1812-1850)         |                                              |                                              | Karel Anton van Hohenzollern-Sigmaringen (1811-1885) | Karel Anton van Hohenzollern-Sigmaringen (1811-1885) | Karel Anton van Hohenzollern-Sigmaringen (1811-1885) | Karel Anton van Hohenzollern-Sigmaringen (1811-1885) | Karel Anton van Hohenzollern-Sigmaringen (1811-1885) | Karel Anton van Hohenzollern-Sigmaringen (1811-1885) |                                                |                                                | Josefine van Baden (1813-1900) | Josefine van Baden (1813-1900) | Josefine van Baden (1813-1900)       | Josefine van Baden (1813-1900)       | Josefine van Baden (1813-1900)       | Josefine van Baden (1813-1900)       |                                      |                                      | Maximiliaan Jozef in Beieren (1808-1888) | Maximiliaan Jozef in Beieren (1808-1888) | Maximiliaan Jozef in Beieren (1808-1888) | Maximiliaan Jozef in Beieren (1808-1888) | Maximiliaan Jozef in Beieren (1808-1888) | Maximiliaan Jozef in Beieren (1808-1888) |                                            |                                            | Ludovika van Beieren (1808-1892)            | Ludovika van Beieren (1808-1892)            | Ludovika van Beieren (1808-1892)            | Ludovika van Beieren (1808-1892)            | Ludovika van Beieren (1808-1892)            | Ludovika van Beieren (1808-1892)            |                                |                                | Michaël I van Portugal (1802-1866) | Michaël I van Portugal (1802-1866) | Michaël I van Portugal (1802-1866)         | Michaël I van Portugal (1802-1866)         | Michaël I van Portugal (1802-1866)         | Michaël I van Portugal (1802-1866)         |                                            |                                            | Adelheid van Löwenstein-Wertheim-Rosenberg (1831-1909)    | Adelheid van Löwenstein-Wertheim-Rosenberg (1831-1909)    | Adelheid van Löwenstein-Wertheim-Rosenberg (1831-1909)     | Adelheid van Löwenstein-Wertheim-Rosenberg (1831-1909)     | Adelheid van Löwenstein-Wertheim-Rosenberg (1831-1909)     | Adelheid van Löwenstein-Wertheim-Rosenberg (1831-1909)     |                                                            |                                                            |  |  |  |  |  |  |  |  |  |  |  |  |  |  |  |  |  |  |  |  |  |  |  |  |  |  |  |  |  |  |  |  |  |  |  |  |  |  |  |  |  |  |  |  |  |  |
| Leopold I (1790-1865)                        | Leopold I (1790-1865)                        | Leopold I (1790-1865)                                 | Leopold I (1790-1865)                                 | Leopold I (1790-1865)                                 | Leopold I (1790-1865)                                 |                                                       |                                                       | Louise Marie van Orléans (1812-1850)        | Louise Marie van Orléans (1812-1850)        | Louise Marie van Orléans (1812-1850)         | Louise Marie van Orléans (1812-1850)         | Louise Marie van Orléans (1812-1850)         | Louise Marie van Orléans (1812-1850)         |                                              |                                              | Karel Anton van Hohenzollern-Sigmaringen (1811-1885) | Karel Anton van Hohenzollern-Sigmaringen (1811-1885) | Karel Anton van Hohenzollern-Sigmaringen (1811-1885) | Karel Anton van Hohenzollern-Sigmaringen (1811-1885) | Karel Anton van Hohenzollern-Sigmaringen (1811-1885) | Karel Anton van Hohenzollern-Sigmaringen (1811-1885) |                                                |                                                | Josefine van Baden (1813-1900) | Josefine van Baden (1813-1900) | Josefine van Baden (1813-1900)       | Josefine van Baden (1813-1900)       | Josefine van Baden (1813-1900)       | Josefine van Baden (1813-1900)       |                                      |                                      | Maximiliaan Jozef in Beieren (1808-1888) | Maximiliaan Jozef in Beieren (1808-1888) | Maximiliaan Jozef in Beieren (1808-1888) | Maximiliaan Jozef in Beieren (1808-1888) | Maximiliaan Jozef in Beieren (1808-1888) | Maximiliaan Jozef in Beieren (1808-1888) |                                            |                                            | Ludovika van Beieren (1808-1892)            | Ludovika van Beieren (1808-1892)            | Ludovika van Beieren (1808-1892)            | Ludovika van Beieren (1808-1892)            | Ludovika van Beieren (1808-1892)            | Ludovika van Beieren (1808-1892)            |                                |                                | Michaël I van Portugal (1802-1866) | Michaël I van Portugal (1802-1866) | Michaël I van Portugal (1802-1866)         | Michaël I van Portugal (1802-1866)         | Michaël I van Portugal (1802-1866)         | Michaël I van Portugal (1802-1866)         |                                            |                                            | Adelheid van Löwenstein-Wertheim-Rosenberg (1831-1909)    | Adelheid van Löwenstein-Wertheim-Rosenberg (1831-1909)    | Adelheid van Löwenstein-Wertheim-Rosenberg (1831-1909)     | Adelheid van Löwenstein-Wertheim-Rosenberg (1831-1909)     | Adelheid van Löwenstein-Wertheim-Rosenberg (1831-1909)     | Adelheid van Löwenstein-Wertheim-Rosenberg (1831-1909)     |                                                            |                                                            |  |  |  |  |  |  |  |  |  |  |  |  |  |  |  |  |  |  |  |  |  |  |  |  |  |  |  |  |  |  |  |  |  |  |  |  |  |  |  |  |  |  |  |  |  |  |
|                                              |                                              |                                                       |                                                       |                                                       |                                                       |                                                       |                                                       |                                             |                                             |                                              |                                              |                                              |                                              |                                              |                                              |                                                      |                                                      |                                                      |                                                      |                                                      |                                                      |                                                |                                                |                                |                                |                                      |                                      |                                      |                                      |                                      |                                      |                                          |                                          |                                          |                                          |                                          |                                          |                                            |                                            |                                             |                                             |                                             |                                             |                                             |                                             |                                |                                |                                    |                                    |                                            |                                            |                                            |                                            |                                            |                                            |                                                           |                                                           |                                                            |                                                            |                                                            |                                                            |                                                            |                                                            |  |  |  |  |  |  |  |  |  |  |  |  |  |  |  |  |  |  |  |  |  |  |  |  |  |  |  |  |  |  |  |  |  |  |  |  |  |  |  |  |  |  |  |  |  |  |
|                                              |                                              |                                                       |                                                       |                                                       |                                                       | Filips van België (1837-1905)                         | Filips van België (1837-1905)                         | Filips van België (1837-1905)               | Filips van België (1837-1905)               | Filips van België (1837-1905)                | Filips van België (1837-1905)                |                                              |                                              |                                              |                                              |                                                      |                                                      | Maria van Hohenzollern-Sigmaringen (1845-1912)       | Maria van Hohenzollern-Sigmaringen (1845-1912)       | Maria van Hohenzollern-Sigmaringen (1845-1912)       | Maria van Hohenzollern-Sigmaringen (1845-1912)       | Maria van Hohenzollern-Sigmaringen (1845-1912) | Maria van Hohenzollern-Sigmaringen (1845-1912) |                                |                                |                                      |                                      |                                      |                                      |                                      |                                      |                                          |                                          |                                          |                                          |                                          |                                          | Karel Theodoor in Beieren (1839-1909)      | Karel Theodoor in Beieren (1839-1909)      | Karel Theodoor in Beieren (1839-1909)       | Karel Theodoor in Beieren (1839-1909)       | Karel Theodoor in Beieren (1839-1909)       | Karel Theodoor in Beieren (1839-1909)       |                                             |                                             |                                |                                |                                    |                                    | Maria José van Bragança (1857-1943)        | Maria José van Bragança (1857-1943)        | Maria José van Bragança (1857-1943)        | Maria José van Bragança (1857-1943)        | Maria José van Bragança (1857-1943)        | Maria José van Bragança (1857-1943)        |                                                           |                                                           |                                                            |                                                            |                                                            |                                                            |                                                            |                                                            |  |  |  |  |  |  |  |  |  |  |  |  |  |  |  |  |  |  |  |  |  |  |  |  |  |  |  |  |  |  |  |  |  |  |  |  |  |  |  |  |  |  |  |  |  |  |
|                                              |                                              |                                                       |                                                       |                                                       |                                                       | Filips van België (1837-1905)                         | Filips van België (1837-1905)                         | Filips van België (1837-1905)               | Filips van België (1837-1905)               | Filips van België (1837-1905)                | Filips van België (1837-1905)                |                                              |                                              |                                              |                                              |                                                      |                                                      | Maria van Hohenzollern-Sigmaringen (1845-1912)       | Maria van Hohenzollern-Sigmaringen (1845-1912)       | Maria van Hohenzollern-Sigmaringen (1845-1912)       | Maria van Hohenzollern-Sigmaringen (1845-1912)       | Maria van Hohenzollern-Sigmaringen (1845-1912) | Maria van Hohenzollern-Sigmaringen (1845-1912) |                                |                                |                                      |                                      |                                      |                                      |                                      |                                      |                                          |                                          |                                          |                                          |                                          |                                          | Karel Theodoor in Beieren (1839-1909)      | Karel Theodoor in Beieren (1839-1909)      | Karel Theodoor in Beieren (1839-1909)       | Karel Theodoor in Beieren (1839-1909)       | Karel Theodoor in Beieren (1839-1909)       | Karel Theodoor in Beieren (1839-1909)       |                                             |                                             |                                |                                |                                    |                                    | Maria José van Bragança (1857-1943)        | Maria José van Bragança (1857-1943)        | Maria José van Bragança (1857-1943)        | Maria José van Bragança (1857-1943)        | Maria José van Bragança (1857-1943)        | Maria José van Bragança (1857-1943)        |                                                           |                                                           |                                                            |                                                            |                                                            |                                                            |                                                            |                                                            |  |  |  |  |  |  |  |  |  |  |  |  |  |  |  |  |  |  |  |  |  |  |  |  |  |  |  |  |  |  |  |  |  |  |  |  |  |  |  |  |  |  |  |  |  |  |
|                                              |                                              |                                                       |                                                       |                                                       |                                                       |                                                       |                                                       |                                             |                                             |                                              |                                              |                                              |                                              |                                              |                                              |                                                      |                                                      |                                                      |                                                      |                                                      |                                                      |                                                |                                                |                                |                                |                                      |                                      |                                      |                                      |                                      |                                      |                                          |                                          |                                          |                                          |                                          |                                          |                                            |                                            |                                             |                                             |                                             |                                             |                                             |                                             |                                |                                |                                    |                                    |                                            |                                            |                                            |                                            |                                            |                                            |                                                           |                                                           |                                                            |                                                            |                                                            |                                                            |                                                            |                                                            |  |  |  |  |  |  |  |  |  |  |  |  |  |  |  |  |  |  |  |  |  |  |  |  |  |  |  |  |  |  |  |  |  |  |  |  |  |  |  |  |  |  |  |  |  |  |
|                                              |                                              |                                                       |                                                       |                                                       |                                                       |                                                       |                                                       |                                             |                                             |                                              |                                              |                                              |                                              |                                              |                                              | Albert I (1875-1934)                                 | Albert I (1875-1934)                                 | Albert I (1875-1934)                                 | Albert I (1875-1934)                                 | Albert I (1875-1934)                                 | Albert I (1875-1934)                                 |                                                |                                                |                                |                                |                                      |                                      |                                      |                                      |                                      |                                      |                                          |                                          |                                          |                                          |                                          |                                          |                                            |                                            | Elisabeth in Beieren (1876-1965)            | Elisabeth in Beieren (1876-1965)            | Elisabeth in Beieren (1876-1965)            | Elisabeth in Beieren (1876-1965)            | Elisabeth in Beieren (1876-1965)            | Elisabeth in Beieren (1876-1965)            |                                |                                |                                    |                                    |                                            |                                            |                                            |                                            |                                            |                                            |                                                           |                                                           |                                                            |                                                            |                                                            |                                                            |                                                            |                                                            |  |  |  |  |  |  |  |  |  |  |  |  |  |  |  |  |  |  |  |  |  |  |  |  |  |  |  |  |  |  |  |  |  |  |  |  |  |  |  |  |  |  |  |  |  |  |
|                                              |                                              |                                                       |                                                       |                                                       |                                                       |                                                       |                                                       |                                             |                                             |                                              |                                              |                                              |                                              |                                              |                                              | Albert I (1875-1934)                                 | Albert I (1875-1934)                                 | Albert I (1875-1934)                                 | Albert I (1875-1934)                                 | Albert I (1875-1934)                                 | Albert I (1875-1934)                                 |                                                |                                                |                                |                                |                                      |                                      |                                      |                                      |                                      |                                      |                                          |                                          |                                          |                                          |                                          |                                          |                                            |                                            | Elisabeth in Beieren (1876-1965)            | Elisabeth in Beieren (1876-1965)            | Elisabeth in Beieren (1876-1965)            | Elisabeth in Beieren (1876-1965)            | Elisabeth in Beieren (1876-1965)            | Elisabeth in Beieren (1876-1965)            |                                |                                |                                    |                                    |                                            |                                            |                                            |                                            |                                            |                                            |                                                           |                                                           |                                                            |                                                            |                                                            |                                                            |                                                            |                                                            |  |  |  |  |  |  |  |  |  |  |  |  |  |  |  |  |  |  |  |  |  |  |  |  |  |  |  |  |  |  |  |  |  |  |  |  |  |  |  |  |  |  |  |  |  |  |
|                                              |                                              |                                                       |                                                       |                                                       |                                                       |                                                       |                                                       |                                             |                                             |                                              |                                              |                                              |                                              |                                              |                                              |                                                      |                                                      |                                                      |                                                      |                                                      |                                                      |                                                |                                                |                                |                                |                                      |                                      |                                      |                                      |                                      |                                      |                                          |                                          |                                          |                                          |                                          |                                          |                                            |                                            |                                             |                                             |                                             |                                             |                                             |                                             |                                |                                |                                    |                                    |                                            |                                            |                                            |                                            |                                            |                                            |                                                           |                                                           |                                                            |                                                            |                                                            |                                                            |                                                            |                                                            |  |  |  |  |  |  |  |  |  |  |  |  |  |  |  |  |  |  |  |  |  |  |  |  |  |  |  |  |  |  |  |  |  |  |  |  |  |  |  |  |  |  |  |  |  |  |
|                                              |                                              |                                                       |                                                       |                                                       |                                                       |                                                       |                                                       |                                             |                                             |                                              |                                              |                                              |                                              |                                              |                                              |                                                      |                                                      |                                                      |                                                      |                                                      |                                                      |                                                |                                                |                                |                                |                                      |                                      |                                      |                                      |                                      |                                      |                                          |                                          |                                          |                                          |                                          |                                          |                                            |                                            |                                             |                                             |                                             |                                             |                                             |                                             |                                |                                |                                    |                                    |                                            |                                            |                                            |                                            |                                            |                                            |                                                           |                                                           |                                                            |                                                            |                                                            |                                                            |                                                            |                                                            |  |  |  |  |  |  |  |  |  |  |  |  |  |  |  |  |  |  |  |  |  |  |  |  |  |  |  |  |  |  |  |  |  |  |  |  |  |  |  |  |  |  |  |  |  |  |
|                                              |                                              |                                                       |                                                       |                                                       |                                                       |                                                       |                                                       |                                             |                                             |                                              |                                              |                                              |                                              |                                              |                                              |                                                      |                                                      | Leopold III (1901-1983)                              | Leopold III (1901-1983)                              | Leopold III (1901-1983)                              | Leopold III (1901-1983)                              | Leopold III (1901-1983)                        | Leopold III (1901-1983)                        |                                |                                |                                      |                                      | Karel van Saksen-Coburg (1903- 1983) | Karel van Saksen-Coburg (1903- 1983) | Karel van Saksen-Coburg (1903- 1983) | Karel van Saksen-Coburg (1903- 1983) | Karel van Saksen-Coburg (1903- 1983)     | Karel van Saksen-Coburg (1903- 1983)     |                                          |                                          |                                          |                                          | Maria Josefa van Saksen-Coburg (1906-2001) | Maria Josefa van Saksen-Coburg (1906-2001) | Maria Josefa van Saksen-Coburg (1906-2001)  | Maria Josefa van Saksen-Coburg (1906-2001)  | Maria Josefa van Saksen-Coburg (1906-2001)  | Maria Josefa van Saksen-Coburg (1906-2001)  |                                             |                                             |                                |                                |                                    |                                    |                                            |                                            |                                            |                                            |                                            |                                            |                                                           |                                                           |                                                            |                                                            |                                                            |                                                            |                                                            |                                                            |  |  |  |  |  |  |  |  |  |  |  |  |  |  |  |  |  |  |  |  |  |  |  |  |  |  |  |  |  |  |  |  |  |  |  |  |  |  |  |  |  |  |  |  |  |  |